# Geraldo Azevedo Henning
Geraldo Azevedo Henning GCC • GOA • GCIH (Rio de Janeiro, 1917 — Rio de Janeiro, 1995) foi um almirante-de-esquadra brasileiro.

## Biografia
Foi ministro da Marinha do Brasil, de 15 de março de 1974 a 15 de março de 1979.
A 18 de Julho de 1972 foi feito Grande-Oficial da Ordem Militar de Avis de Portugal, a 20 de Dezembro de 1977 foi agraciado com a Grã-Cruz da Ordem Militar de Cristo e a 28 de Dezembro de 1978 foi agraciado com a Grã-Cruz da Ordem do Infante D. Henrique de Portugal.